# حي الملك سلمان (الرياض)
حي الملك سلمان؛ هو أحد أحياء مدينة الرياض، ويقع في قلب العاصمة الرياض بمساحة 6.6 كيلو متر مربع مجاورا لحديقة الملك سلمان، أعلن ولي العهد السعودي الأمير محمد بن سلمان، بإطلاق مسمى "حي الملك سلمان" على حيي الواحة وصلاح الدين وتطويرهما، بهدف أنسنة الحي بمسماه الجديد ورفع معدلات جودة الخدمات الأساسية والأنشطة الترفيهيه والترويحيه وتطويره، وتوظيف العمارة السلمانية في الحي وذلك امتدادًا لتنمية المدن، وتحقيقًا لتحفيز النمو السكاني والاقتصادي في المملكة.